# No Security Tour
No Security Tour bylo koncertní turné britské rockové skupiny The Rolling Stones v roce 1999, které sloužilo jako propagace koncertního alba No Security. Turné zahrnovalo 34 koncertů v Severní Americe a 9 koncertů v Evropě. Turné odstartovalo koncertem v severoamerickém Oaklandu a skončilo v německém Kolíně nad Rýnem. Výdělek činil 88,5 milionů dolarů z více než milionu prodaných vstupenek.

## Nahrávky
Z koncertu v San José byl natočen zvukový i filmový materiál, který byl vydán v rámci série From the Vault pod názvem No Security San Jose ´99 v červenci 2018.

## Nejčastěji hrané skladby
Autory skladeb jsou Mick Jagger a Keith Richards, pokud není uvedeno jinak.
1. Jumpin' Jack Flash
2. Live with Me
3. Respectable
4. You Got Me Rocking
5. Honky Tonk Women
6. Saint of Me
7. Some Girls
8. Paint It Black
9. You Got the Silver
10. Before They Make Me Run
11. Out of Control
12. Route 66 (Bobby Troup)
13. When the Whip Comes Down
14. Tumbling Dice
15. It's Only Rock 'n Roll (But I Like It)
16. Start Me Up
17. Brown Sugar
18. Sympathy for the Devil

## Členové

### The Rolling Stones
- Mick Jagger – zpěv, kytara, harmonika
- Keith Richards – kytara, zpěv
- Ronnie Wood – kytara
- Charlie Watts – bicí

### Doprovodní členové
- Blondie Chaplin – doprovodné vokály, perkuse, kytara
- Lisa Fischer – doprovodné vokály, zpěv
- Bernard Fowler – doprovodné vokály, perkuse
- Chuck Leavell – klávesy, doprovodné vokály
- Darryl Jones – baskytara, doprovodné vokály
- Bobby Keys – saxofon
- Tim Ries – saxofon, klávesy
- Michael Davis – trombon
- Kent Smith – trubka

## Turné v datech
| Datum           | Město                  | Stát            | Místo                       | Předskokan/Předkapela | Prodej vstupenek/ K dispozici | Výdělek         |
| Severní Amerika | Severní Amerika        | Severní Amerika | Severní Amerika             | Severní Amerika       | Severní Amerika               | Severní Amerika |
| --------------- | ---------------------- | --------------- | --------------------------- | --------------------- | ----------------------------- | --------------- |
| 25. ledna 1999  | Oakland                | Spojené státy   | Oakland Arena               | Bryan Adams           | 17,864 / 17,864               | $2,042,421      |
| 27. ledna 1999  | Sacramento             | Spojené státy   | ARCO Arena                  | Bryan Adams           | 27,820 / 27,820               | $2,892,416      |
| 2. února 1999   | Denver                 | Spojené státy   | McNichols Sports Arena      | Bryan Adams           | 16,722 / 16,722               | $1,782,803      |
| 4. února 1999   | Salt Lake City         | Spojené státy   | Delta Center                | Bryan Adams           | 16,579 / 16,579               | $1,753,807      |
| 6. února 1999   | Sacramento             | Spojené státy   | ARCO Arena                  | Bryan Adams           |                               |                 |
| 9. února 1999   | Anaheim                | Spojené státy   | Arrowhead Pond              | Bryan Adams           | 32,827 / 32,827               | $4,095,681      |
| 11. února 1999  | Anaheim                | Spojené státy   | Arrowhead Pond              | Bryan Adams           | 32,827 / 32,827               | $4,095,681      |
| 15. února 1999  | Minneapolis            | Spojené státy   | Target Center               | Jonny Lang            | 15,352 / 15,352               | $1,622,103      |
| 17. února 1999  | Fargo                  | Spojené státy   | Fargodome                   | Jonny Lang            | 21,970 / 21,970               | $1,510,183      |
| 19. února 1999  | Milwaukee              | Spojené státy   | Bradley Center              | Wide Mouth Mason      | 17,222 / 17,222               | $1,749,164      |
| 22. února 1999  | Auburn Hills           | Spojené státy   | The Palace of Auburn Hills  | Wide Mouth Mason      | 19,570 / 19,570               | $2,283,946      |
| 25. února 1999  | Toronto                | Kanada          | Air Canada Centre           | Big Sugar             | 17,236 / 17,236               | $1,723,445      |
| 3. března 1999  | Tampa                  | Spojené státy   | Ice Palace                  | The Flys              | 19,470 / 19,470               | $1,799,677      |
| 5. března 1999  | Sunrise                | Spojené státy   | National Car Rental Center  | The Flys              | 19,085 / 19,085               | $2,233,231      |
| 7. března 1999  | Washington, D.C.       | Spojené státy   | MCI Center                  | The Corrs             | 35,713 / 35,713               | $3,980,893      |
| 8. března 1999  | Washington, D.C.       | Spojené státy   | MCI Center                  | The Corrs             | 35,713 / 35,713               | $3,980,893      |
| 11. března 1999 | Pittsburgh             | Spojené státy   | Pittsburgh Civic Arena      | The Corrs             | 16,717 / 16,717               | $1,780,667      |
| 15. března 1999 | Philadelphia           | Spojené státy   | First Union Center          | The Corrs             | 37,429 / 37,429               | $4,293,584      |
| 17. března 1999 | Philadelphia           | Spojené státy   | First Union Center          | The Corrs             | 37,429 / 37,429               | $4,293,584      |
| 20. března 1999 | Charlotte              | Spojené státy   | Charlotte Coliseum          | Goo Goo Dolls         | 19,540 / 19,540               | $2,000,081      |
| 22. března 1999 | Boston                 | Spojené státy   | Fleet Center                | Goo Goo Dolls         | 35,049 / 35,049               | $4,403,159      |
| 23. března 1999 | Boston                 | Spojené státy   | Fleet Center                | Goo Goo Dolls         | 35,049 / 35,049               | $4,403,159      |
| 26. března 1999 | Chicago                | Spojené státy   | United Center               | Goo Goo Dolls         | 19,030 / 19,030               | $2,267,011      |
| 28. března 1999 | Hartford               | Spojené státy   | Hartford Civic Center       | Goo Goo Dolls         | 31,200 / 31,200               | $3,203,815      |
| 29. března 1999 | Hartford               | Spojené státy   | Hartford Civic Center       | Goo Goo Dolls         | 31,200 / 31,200               | $3,203,815      |
| 1. dubna 1999   | Cleveland              | Spojené státy   | Gund Arena                  | Jonny Lang            | 20,086 / 20,086               | $2,003,327      |
| 3. dubna 1999   | Columbus               | Spojené státy   | Value City Arena            | Jonny Lang            | 17,875 / 17,875               | $1,772,318      |
| 6. dubna 1999   | Kansas City            | Spojené státy   | Kemper Arena                | Jonny Lang            | 17,446 / 17,446               | $1,719,610      |
| 8. dubna 1999   | Memphis                | Spojené státy   | The Pyramid                 | Jonny Lang            | 19,631 / 19,631               | $1,530,439      |
| 10. dubna 1999  | Oklahoma City          | Spojené státy   | Myriad Arena                | Jonny Lang            | 14,091 / 14,091               | $1,239,191      |
| 12. dubna 1999  | Chicago                | Spojené státy   | United Center               | Jonny Lang            | 18,941 / 18,941               | $2,277,878      |
| 16. dubna 1999  | Paradise               | Spojené státy   | MGM Grand Garden Arena      | Sugar Ray             | 12,566 / 12,566               | $2,780,450      |
| 19. dubna 1999  | San Jose               | Spojené státy   | San Jose Arena              | Sugar Ray             | 32,943 / 32,943               | $3,901,791      |
| 20. dubna 1999  | San Jose               | Spojené státy   | San Jose Arena              | Sugar Ray             | 32,943 / 32,943               | $3,901,791      |
| Evropa          |                        |                 |                             |                       |                               |                 |
| 29. května 1999 | Stuttgart              | Německo         | Cannstatter Wasen           | Ocean Colour Scene    | 65,197 / 65,197               | $3,241,257      |
| 31. května 1999 | Imst                   | Rakousko        | Festivalgelaende Brennbichl | Bryan Adams Zucchero  | 47,447 / 47,447               | $2,337,341      |
| 2. června 1999  | Groningen              | Nizozemsko      | Drafbaan Stadspark          | Catatonia             | 75,000 / 75,000               | $3,326,270      |
| 4. června 1999  | Edinburgh              | Skotsko         | Murrayfield Stadium         | Sheryl Crow           | 44,283 / 44,283               | $2,108,748      |
| 6. června 1999  | Sheffield              | Anglie          | Don Valley Stadium          | Sheryl Crow           | 32,425 / 35,000               | $1,499,331      |
| 11. června 1999 | Londýn                 | Anglie          | Wembley Stadium             | Sheryl Crow           | 139,962 / 139,962             | $7,174,154      |
| 12. června 1999 | Londýn                 | Anglie          | Wembley Stadium             | Sheryl Crow           | 139,962 / 139,962             | $7,174,154      |
| 15. června 1999 | Santiago de Compostela | Španělsko       | Monte de Gozo               |                       | 29,000                        |                 |
| 18. června 1999 | Landgraaf              | Nizozemsko      | Megaland Landgraf           | Rowwen Heze           | 44,152 / 45,000               | $2,001,886      |
| 20. června 1999 | Kolín nad Rýnem        | Německo         | Müngersdorfer Stadion       | BAP                   | 39,746 / 45,000               | $2,162,759      |
| Total           | Total                  | Total           | Total                       | Total                 | 1,078,186 / 1,086,863         | $88,494,837     |